# Stanley Stanwyck-Stankiewicz
Stanley Stanwyck-Stankiewicz (ur. 1923 w Wilnie, zm. 2008 w Westminster) – amerykański doktor inżynier i naukowiec pochodzenia polskiego.

## Zarys biografii
Podczas II wojny światowej był żołnierzem 2. Korpusu Polskiego, z którym w grudniu 1943 roku został przerzucony do Włoch. Po demobilizacji zdecydował się na emigrację do Wielkiej Brytanii, skąd w 1951 roku wyjechał na stałe do Stanów Zjednoczonych. Tuż po przyjeździe wstąpił do Korpusu Piechoty Morskiej Stanów Zjednoczonych. W latach 1951–1952 jako sierżant marines brał udział w wojnie koreańskiej, z której powrócił jako niepełnosprawny weteran (DAV). W latach 1952–1953 przechodził leczenie w szpitalu dla weteranów.
Na California Polytechnic State University uzyskał licencjat z zakresu inżynierii mechanicznej. Edukację w dziedzinie termodynamiki i transferu ciepła kontynuował na uczelniach: UCLA, UCI, California State University i Cal State Long Beach. Uzyskał tytuł naukowy doktora w dziedzinie termodynamiki.
Tuż po otrzymaniu dyplomu zaczął pracę jako inżynier lotniczy w NASA na przylądku Canaveral. Uczestniczył w programie Skylab oraz pracach związanych z misją Apollo 11. Opracował urządzenie do określania w drodze analizy ilościowej zasobu powietrza rozpuszczanego w pętli chłodzącej stosowanej w wahadłowcu kosmicznym. Karierę zawodową kontynuował jako inżynier lotniczy w koncernie McDonnell Douglas przejętym później przez firmę Boeing.
Działał także w organizacjach polonii amerykańskiej. Władał czterema językami – polskim, angielskim, rosyjskim i niemieckim.